# Surcouf, l'eroe dei sette mari
Surcouf, l'eroe dei sette mari è un film del 1966, diretto da Sergio Bergonzelli

## Trama
Le avventure di Robert Surcouf corsaro francese, durante le guerre napoleoniche.